# Pythonichthys
Pythonichthys – rodzaj ryb promieniopłetwych z rodziny Heterenchelyidae.

## Rozmieszczenie geograficzne
Do rodzaju należą gatunki występujące w wodach wschodniego i zachodniego Oceanu Atlantyckiego oraz wschodniego Oceanu Spokojnego.

## Morfologia
Długość ciała do 80 cm.

## Systematyka
Rodzaj zdefiniował w 1868 roku kubański ichtiolog Felipe Poey y Aloy w monografii poświęconej kubańskim murenom opublikowanej w czasopiśmie Repertorio Fisico-Natural de la Isla de Cuba. Gatunkiem typowym jest (oznaczenie monotypowe) P. sanguineus.

### Etymologia
- Pythonichthys: Pyton (gr. Πυθων Puthōn) w mitologii greckiej to wąż lub smok, strzegący wyroczni Temidy w Delfach; ιχθυς ikhthus ‘ryba’[5].
- Heterenchelys: gr. ἑτερος heteros ‘różny, inny’[6]; εγχελυς enkhelus ‘węgorz’[7]. Gatunek typowy (późniejsze oznaczenie): Heterenchelys microphthalmus Regan, 1912[8].

### Podział systematyczny
Do rodzaju należą następujące gatunki:
- Pythonichthys asodes Rosenblatt & Rubinoff, 1972
- Pythonichthys macrurus (Regan, 1912)
- Pythonichthys microphthalmus (Regan, 1912)
- Pythonichthys sanguineus Poey, 1868